# كلب شرطة

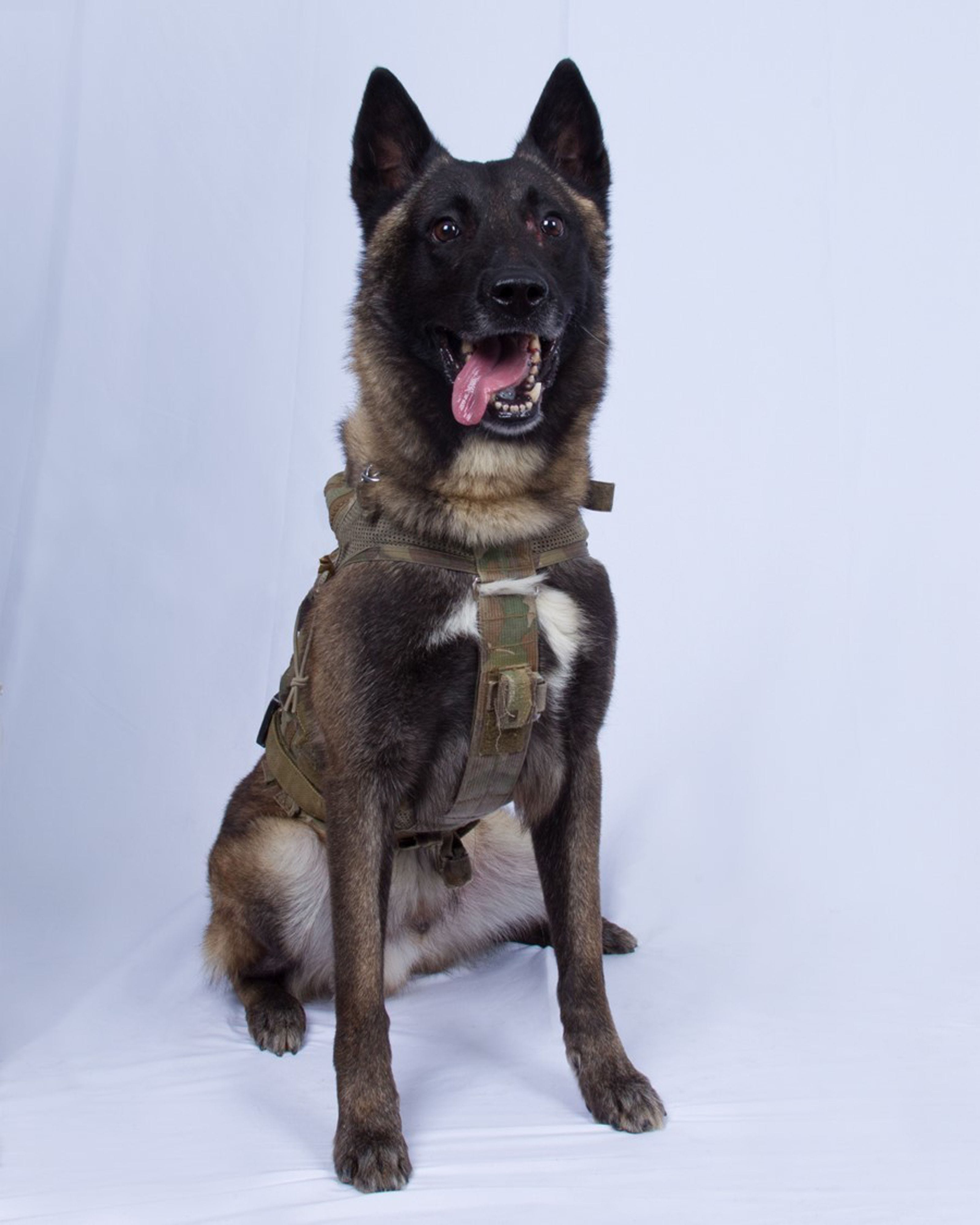
كونان، كلب العمليات الخاصة الذي شارك في غارة باريشا في سوريا، والتي أسفرت عن مقتل «أبو بكر البغدادي»، زعيم تنظيم داعش في 27 تشرين الأول / أكتوبر 2019.

كلب الشرطة أو الكلب البوليسي كلب مدرب لمساعدة الشرطة في عملها. ويرمز له (K-9) يستعمل الكلب البوليسي أيضا في التحقق من حقائب المسافرين والركاب سواءً كان ذلك في المطارات أو الموانئ، وأيضا في مكافحة الجرائم والدفاع عن صاحبه . وعادةً ما تستخدم لهذه المهمة فصيلة الراعي الألماني.
الكلب البوليسي أو الألماني ذكي لدرجة انه حتى إذا كان بدون صاحبه لا يهاجم أحداً
- الراعي الألماني (German Shepherd)
- الأصل : ألمانيا
- الوزن : 70-85 رطلا
- الطول : 22-26 بوصة

يعرف باسم الجيرمان شيبرد و ترجمتها كلب الراعي الألماني، وسمي بذلك نسبةً إلى بلده الاصلي ألمانيا، وهو كلب متوسط الحجم يشتهر بوقفته المنتصبة .

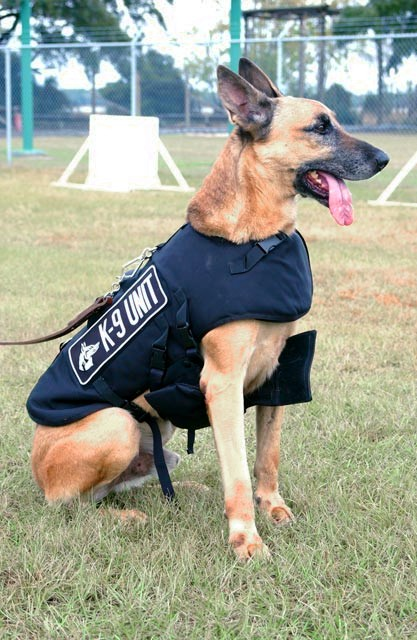
كلب الراعي البلجيكي مع سترته الواقية

يستخدم الراعي الألماني كلبا للشرطة وفي الحروب ولتعقب المجرمين، وكشف المواد الممنوعة مثل المخدرات ولتحذير الجنود من وجود الأعداء، ويمتاز الجيرمان بذكائه وسرعته وقوته وسهولة تدريبه على طاعة الإنسان، ويعد من أكثر الحيوانات شعبية في العالم.
و له فك قوي وعينان مستديرتان، ومتوسط عمر الجيرمان من 7 إلى 10 سنوات .ولكنه في طبعه لا يطيق الغرباء أبدًا.